# São Francisco (Sergipe)
São Francisco  este un oraș în Sergipe (SE), Brazilia.